# هيلينا ويورسكا
هيلينا ويورسكا (ولدت في 2 سبتمبر 1888 في زجيرز، وتوفيت في 17 مايو 1967 في وارسو) أول محامية بولندية، وتعد أول امرأة في بولندا يتم إدراج اسمها في قائمة نقابة المحامين البولندية في عام 1925، بعد ذلك عملت ويورسكا بشكل مستقل في مجال القانوني المدني.
وفي وقت الاحتلال تمكنت من مساعدة أشخاص معرضين للخطر من خلال توفير الضيافة لهم في منزلهم وفي يوليو 1940، تم القبض عليها من قبل الغيستابو ( الشرطة السرية في ألمانيا النازية)، ولكن تم إطلاق سراحها من السجن بسبب إصابتها بمرض الخُنَاق. 